# Барташевський Юрій Пилипович
Ю́рій Пипипович Барташе́вський (1905—1962, в інших джерелах 1900-1961) — український бандурист, мистецький керівник дитячої капели бандуристів. Майстер дитячих бандур.

## Життєпис
Учасник Київської капели бандуристів. Заарештований в 1936 році.
У 1939 році переїжджає до Луцька, де творить дитячу капелу бандуристів. Керував оркестровою групою Українського народного хору у 1946 році.